# 卡恰舞

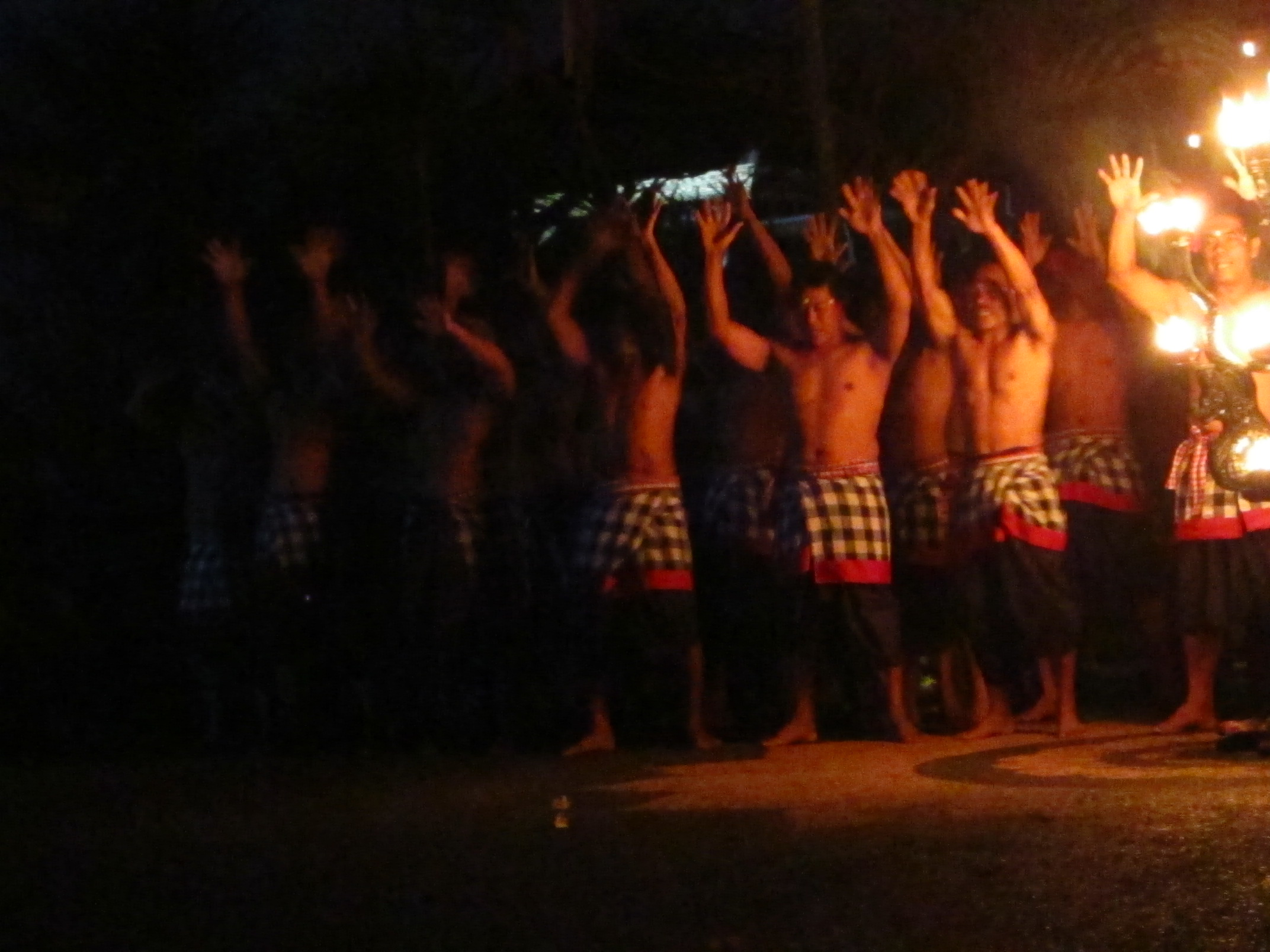
卡恰舞表演

卡恰舞（[ˈketʃaʔ]；也作克差），印尼语称之为，是一种巴厘印度舞蹈、音乐剧，1930年代在印度尼西亚的巴厘岛发展而来，自诞生之日起便主要由男性表演，其第一支女子卡恰舞组合诞生于2006年。该舞蹈主要围绕罗摩衍那展开，一般在巴厘岛的寺庙、村庄中演出。